# اندی گراور
اندی گراور (انگلیسی: Andy Graver; ۱۲ سپتامبر ۱۹۲۷ – ۱۸ ژانویهٔ ۲۰۱۴) بازیکن فوتبال اهل بریتانیا بود.
از باشگاه‌هایی که در آن بازی کرده‌است می‌توان به باشگاه فوتبال استوک سیتی، باشگاه فوتبال لینکولن سیتی، باشگاه فوتبال بوستون یونایتد، باشگاه فوتبال نیوکاسل یونایتد، و باشگاه فوتبال لستر سیتی اشاره کرد.